# Huber (geslacht)
Huber (ook: Rosendahl Huber) is de naam van een uit Zwitserland afkomstig geslacht waarvan een lid zich begin 17e eeuw als kapitein in Statendienst in de Nederlanden vestigde en vooral juristen en bestuurders voortbracht.

## Geschiedenis
De stamreeks begint met de uit Zürich afkomstige Heinrich Huber die als kapitein in Statendienst trad en in 1641 overleed. Zijn zoon Zacharias Huber (†1678) werd de stamvader van alle Nederlandse takken.

## Enkele telgen
- Zacharias Huber (†1678), secretaris grietenij Westdongeradeel 1644, volmacht ten landdage van Friesland 1650
  - Mr. Meyle Huber (1628-1667), secretaris van Dokkum, advocaat Hof van Friesland
    - Prof. mr. Ulrik Huber (1636-1694), hoogleraar welsprekendheid en geschiedenis, rechtsgeleerdheid, raadsheer Hof van Friesland
      - Mr. Hermanus Huber (1663-1730), advocaat Hof van Friesland, secretaris en lid Gedeputeerde Staten van Friesland, burgemeester van Sneek
        - Ulrich Joan Huber (1700-1727), secretaris Gedeputeerde Staten van Friesland
          - Mr. Ulrich Herman Huber (1727-1767), advocaat Hof van Friesland, ontvanger-generaal floreenrente, vroedschap en burgemeester van Leeuwarden, volmacht ten landdage van Friesland
            - Elisabeth Huber (1747-1821); trouwde in 1766 met prof. dr. Henricus Sijpkens (1736-1812), hoogleraar godgeleerdheid en kerkgeschiedenis te Harderwijk,  Oosterse talen en Hebreeuwse oudheden Universiteit te Groningen, lid Nationale Vergadering
            - Johannes Lambertus Huber (1750-1826), lid Staten-Generaal voor Friesland, lid Nationale Vergadering, lid departementaal bestuur van de Eems, lid Vertegenwoordigend Lichaam en lid Wetgevend Lichaam
              - Ulrich Herman Huber (1774-1812), officier, laatstelijk ritmeester
                - Mr. Johannes Lambertus Huber (1805-1871), kantonrechter
                  - Mr. Ulrich Herman Huber (1842-1917), lid Provinciale Staten van Friesland, lid Tweede Kamer der Staten-Generaal, lid Raad van State

              - Mr. Lambertus Johannes Huber (1780-1843), vrederechter en notaris
                - Dr. Ulrich Jan Huber (1814-1870), arts
                  - Mr. Lambertus Johannes Huber (1850-1932), advocaat en procureur
                    - Ulrich Jan Huber (1883-1949), planter
                      - Lambertus Johannes Huber (1917)
                        - Ronald Huber (1957), accountmanager
                          - Roderik Lambertus Willem Huber (1985), hockeyer

                  - Ferdinand Gustaaf Adolf Huber (1851-1917), arts
                    - Albert Lodewijk Huber (1884-1963), arts
                      - Mr. Ferdinand Gustaf Adolf Huber (1916-1994), burgemeester van Ameland en van Goes

            - Mr. Ulrich Jan Huber (1752-1804), lid van de Eerste en van de Tweede Kamer
              - Dr. Cornelis Ulrich Jan Huber (1795-1878), hoofddirecteur Instituut voor Doofstommen te Groningen
                - Mr. Edo Johannes Huber (1826-1877), burgemeester van Oldehove
                - Johannes Bernardus Huber (1830-1903), boekhandelaar en uitgever

      - Prof. mr. Zacharias Huber (1669-1732), advocaat Hof van Friesland, buitengewoon hoogleraar en gewoon hoogleraar, raadsheer Hof van Friesland
      - Mr. Georgius Huber (1675-1737), advocaat Hof van Friesland, vroedschap van Leeuwarden

  - Mr. Hendrik Julius Huber (1658-1688), advocaat Hof van Friesland, substituut-griffier

Geslachten die opgenomen zijn in het sinds 1910 verschijnende genealogische naslagwerk Nederland's Patriciaat. Lijst volgens opgave van het CBG Centrum voor familiegeschiedenis.
A · B · C · D · E · F · G · H · I · J · K · L · M · N · O · P · Q · R · S · T · U · V · W · Y · Z